# Wharekawa Harbour
Wharekawa Harbour ist ein Naturhafen der Coromandel Peninsula auf der Nordinsel von Neuseeland.

## Geographie
Der Wharekawa Harbour befindet sich an der Ostküste der Coromandel Peninsula mit Zugang zum Pazifischen Ozean. Die kleine Siedlung Opoutere liegt am mittleren Abschnitt des Naturhafens, der eine Länge von rund 4 km aufweist und an seiner breitesten Stelle rund 680 m misst. Die Küstenlinie des länglichen Gewässers erstreckt sich über rund 11 km. In den Eingang des Naturhafens hinein ragt von Norden kommend eine Landzunge aus Sand, sodass sich der Eingang zu dem Gewässer auf rund 60 m verengt. Neben einigen Streams wird der Wharekawa Harbour hauptsächlich vom von Westen kommenden Wharekawa River gespeist.
Zu erreichen ist der Naturhafen, der administrativ zum Thames-Coromandel District und zur Region Waikato gehört, über den New Zealand State Highway 25, der rund 1,5 km westlich vorbeiführt.